# Saneamento

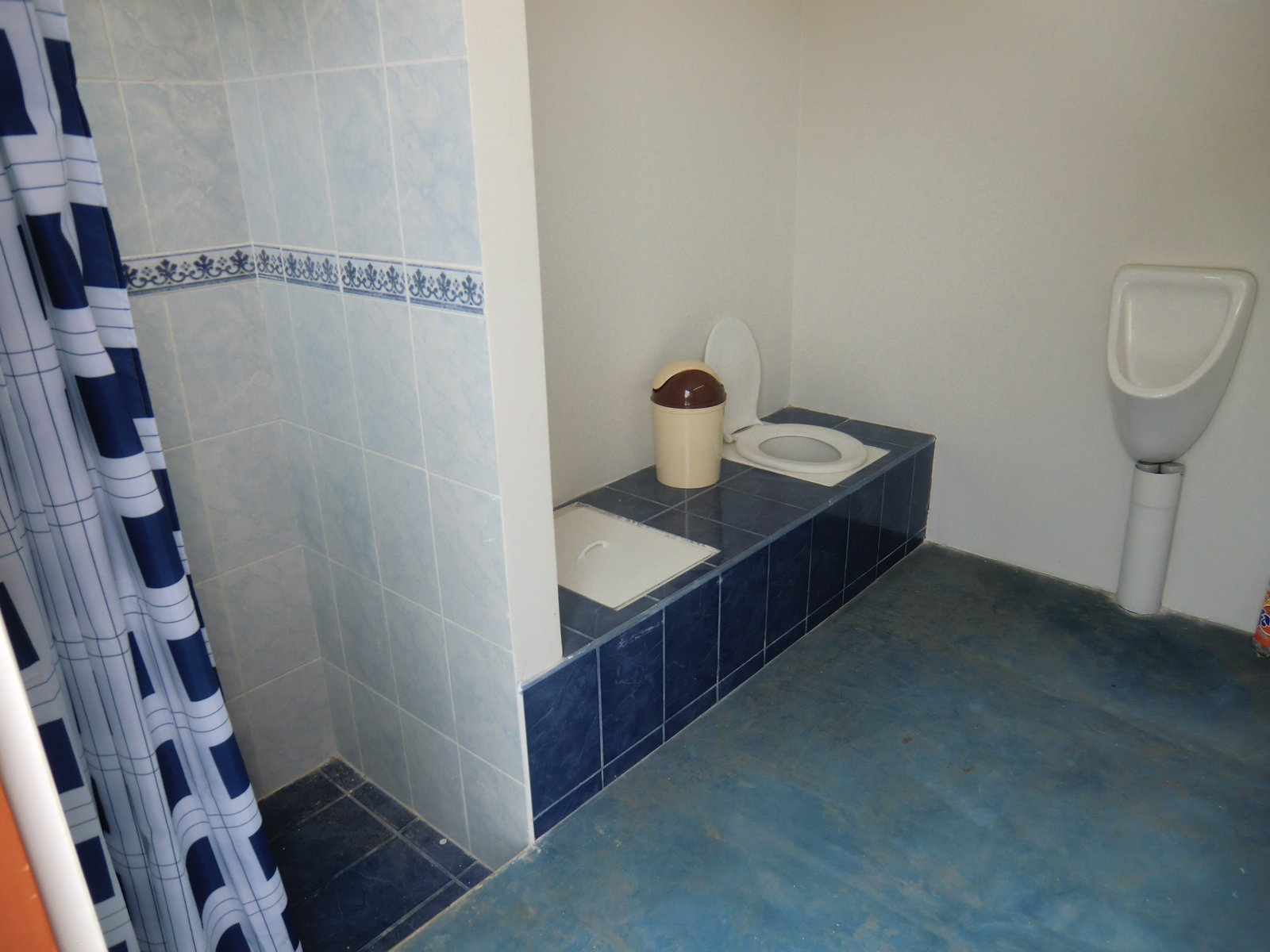
Exemplo de infraestrutura básica de saneamento: chuveiro, vaso sanitário e mictório

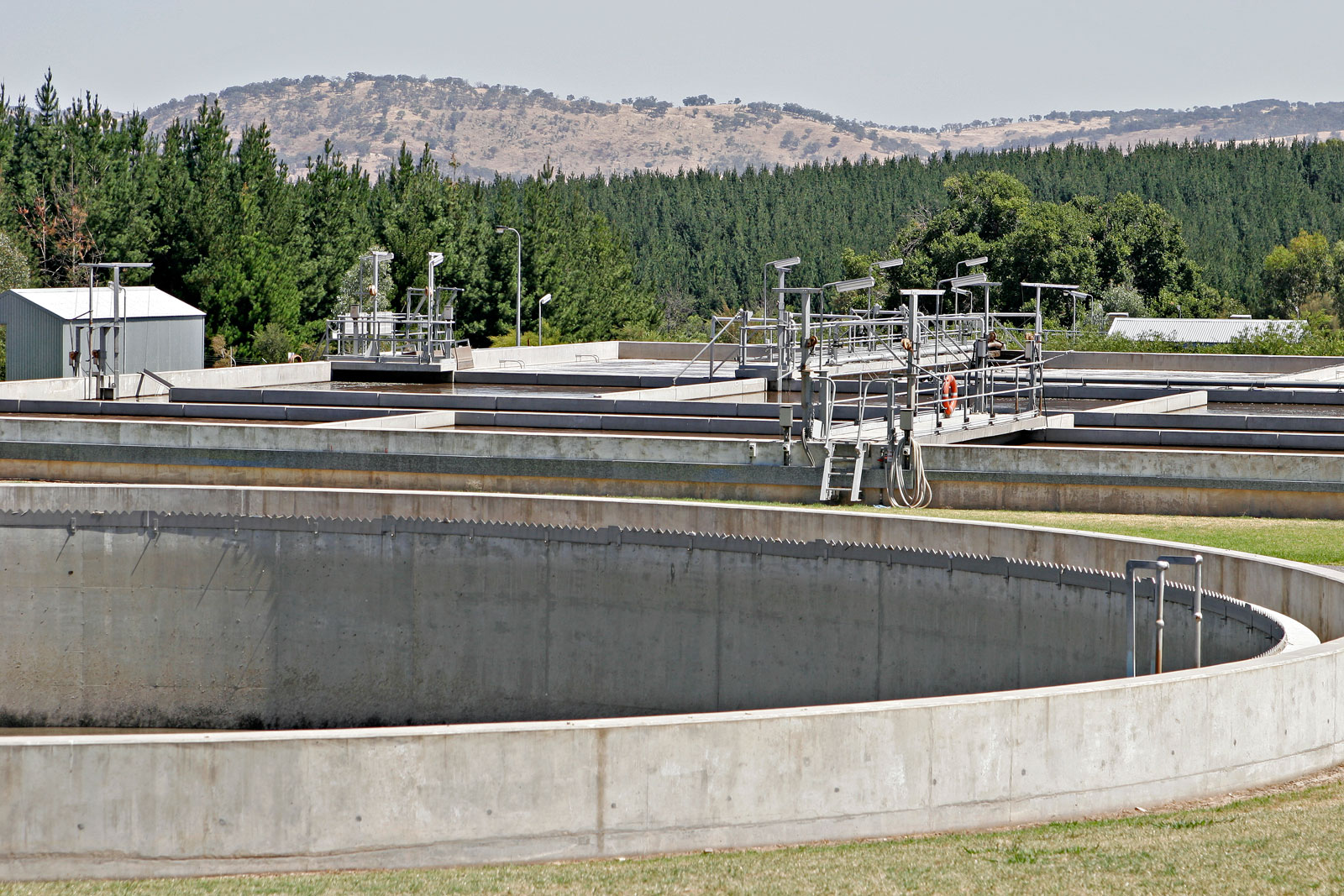
Estação de tratamento de águas residuais na Austrália

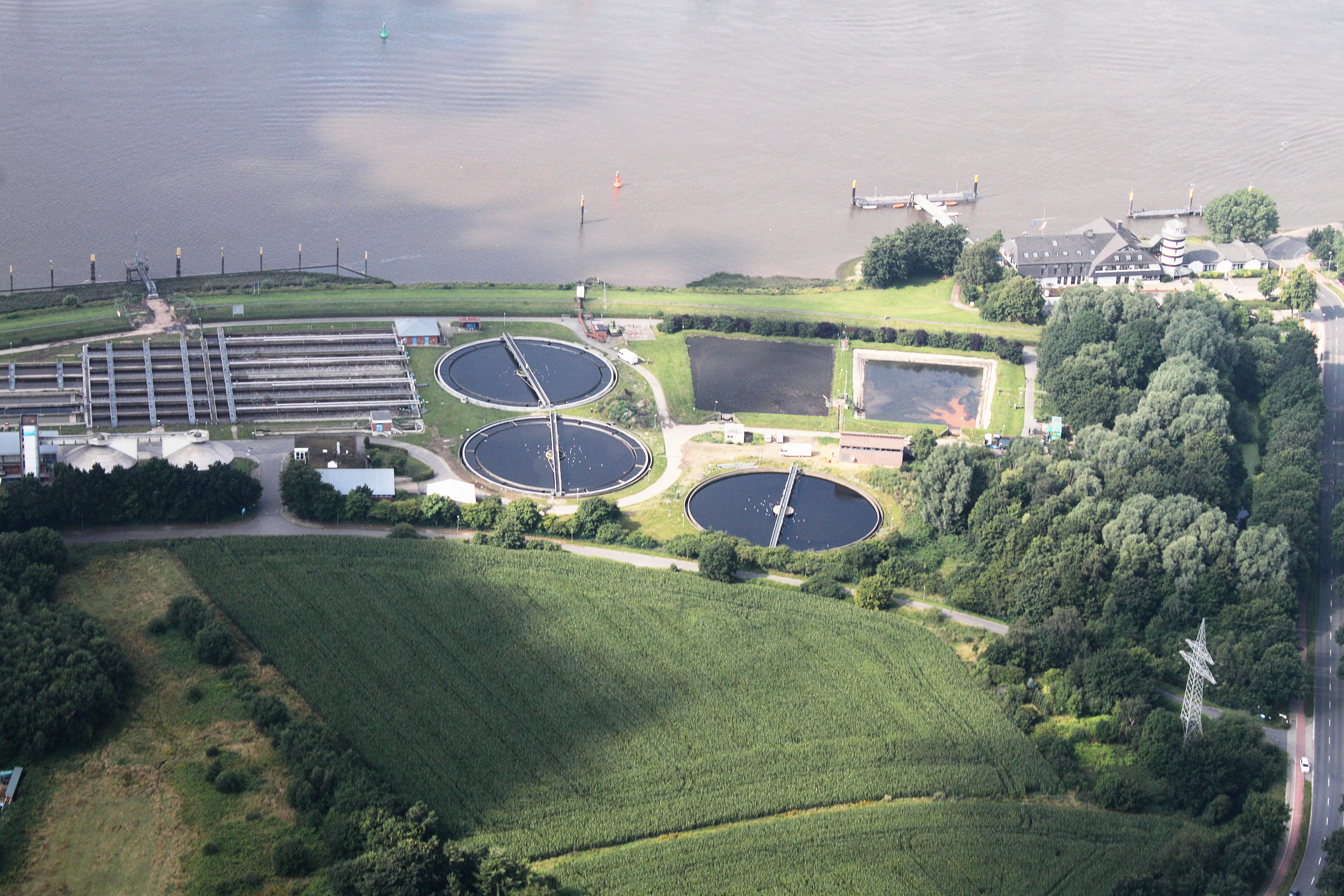
Estação de tratamento de esgoto em Bremen, Alemanha

Saneamento é a atividade relacionada ao abastecimento de água potável, o manejo de água pluvial, a coleta e tratamento de esgoto, a limpeza urbana, o manejo de resíduos sólidos e o controle de pragas e qualquer tipo de agente patogênico, visando à saúde das comunidades. É o conjunto de procedimentos adotados numa determinada região visando a proporcionar uma situação higiênica saudável para os habitantes.

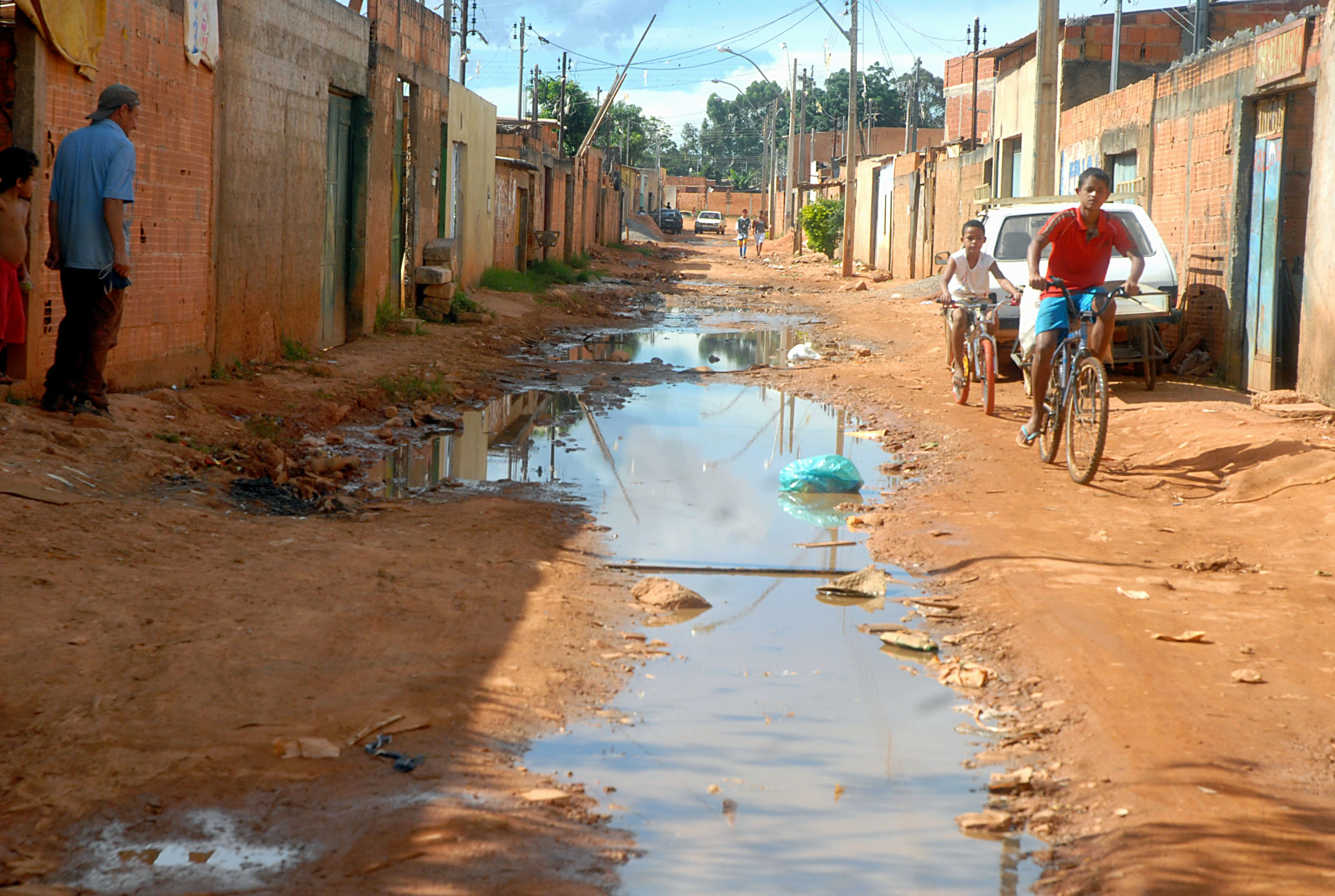
Rua sem coleta de esgoto no Distrito Federal

Trata-se de uma especialidade estudada nos cursos superiores de engenharia sanitária, de engenharia ambiental, de saúde coletiva, de saúde ambiental, de tecnólogo em saneamento ambiental, de ciências biológicas, de tecnólogo em gestão ambiental e ciências ambientais.
Trata-se de serviços que podem ser prestados por empresas públicas, sociedade de economia mista (a regra no Brasil) ou por empresas privadas, sendo, em todo caso, por meio do chamado regime de concessão de serviço público. Tais serviços de saneamento são considerados essenciais, tendo em vista a necessidade imperiosa destes por parte da população, além da sua importância para a saúde de toda a sociedade e para o meio ambiente.
Entre os procedimentos do saneamento básico, podemos citar: tratamento de água, canalização e tratamento de esgotos, limpeza pública de ruas e avenidas, coleta e tratamento de resíduos orgânicos (em aterros sanitários regularizados) e materiais (através da reciclagem). Com estas medidas de saneamento básico, é possível se garantir melhores condições de saúde para as pessoas, evitando a contaminação e proliferação de doenças. Ao mesmo tempo, garante-se a preservação do meio ambiente.

## Importância

### Saúde pública
A falta de saneamento básico, aliada a fatores socioeconômicos e culturais, é determinante para o surgimento de infecções por parasitas, sendo as crianças o grupo que apresenta maior susceptibilidade às doenças infectocontagiosas. Nos países mais pobres ou em regiões mais carentes, as doenças decorrentes da falta de saneamento básico (viróticas, bacterianas e outras parasitoses) tendem a ocorrer de forma endêmica. No Brasil, figuram entre os principais problemas de saúde pública e ambiental.

### Direito Humano
A importância do saneamento básico na vida comunitária humana é tão grande que no mês de julho do ano de 2010, a Assembleia Geral das Nações Unidas, por meio da Resolução 64/292, reconheceu que “o direito à água potável e ao saneamento básico é um direito humano essencial para o pleno desfrute da vida e de todos os direitos humanos”. Posteriormente, em ampliação dos debates no mês de dezembro do ano de 2015, a mesma Assembleia Geral das Nações Unidas edita a Resolução 70/169, a qual distingui os direitos humanos à água potável e ao saneamento, tornando-os independentes, mas não descorrelacionados, ao contrário, complementares. A mesma Resolução afirma-os, ainda, como “componentes do direito a um nível de vida adequado”, em uma consagração de seu reconhecimento como direitos humanos.

## Fornecimento e gestão

### Caráter monopolista
O saneamento básico é, geralmente, uma atividade econômica monopolista em todos os países do mundo, já que o seu monopólio é um poder típico do Estado, sendo que este pode delegar, a empresas, o direito de explorar estes serviços através das chamadas concessões de serviços públicos. Tendo em vista a dificuldade física e prática em se assentar duas ou três redes de água e/ou esgotos de empresas diferentes no equipamento urbano, geralmente apenas uma empresa, pública ou privada, realiza e explora economicamente esse serviço.

### Fiscalização de empresas concessionárias privadas
O setor de saneamento básico também se caracteriza por necessidade de um elevado investimento em obras e constantes melhoramentos, sendo que os resultados destes investimentos, na forma de receitas e lucros, são de longa maturação. Por este motivo e outros, a concessão dos serviços de saneamento a empresas privadas deve ser muito bem fiscalizada pelo Estado, uma vez que o objetivo de uma companhia privada é sempre o lucro máximo, o que pode inviabilizar um bom serviço em certos casos, como o de comunidades carentes.